# Ирини, Янош
Янош Ирини (венг. Irinyi János; 17 мая 1817, Надьлета — 17 декабря 1895, Вертеш) — венгерский химик, изобретатель безопасных спичек.

## Биография
Янош Ирини родился 17 мая 1817 года в семье известного агронома. Учился в Дебреценском университете по настоянию отца на юридическом факультете, но затем ушёл изучать химию в Венский политехнический институт у профессора Пауля Майснера, изобретателя фосфорных спичек (1836). Во время одного из занятий Ирини стал свидетелем того, как Майснер безуспешно пытался поджечь гипероксид свинца, перетирая его с порошком серы.
С учётом того, что фосфорные спички из-за трения слишком часто самовозгорались, шумно горели с большим пламенем и обжигали лицо и руки, Ирини решил, что можно покрыть спичечные головки оксидом свинца, чтобы избежать самовозгорания. Так появился образец современных безопасных спичек, горящих бесшумно и не взрывающихся. Право на производство этих спичек Ирини продал венскому купцу Иштвану Ромеру за 60 форинтов: тот, разбогатев благодаря промышленному производству, передал часть средств изобретателю. В 1838 году Ирини уехал учиться в берлинский Гогенгеймский университет, обучение в котором оплатил как раз благодаря этим средствам, и издал книгу по теории химии, в которой особое внимание обращал кислотам.
В 1839 году Ирини вернулся в Будапешт, где безуспешно пытался бороться за право руководить кафедрой химии Политехнического университета. После этого он стал заниматься производством спичек и написанием различных статей по теории химии (в одной из статей Ирини предложил идею улучшать качество кислых почв при помощи добавления мела). Бизнес его, однако, не заладился: несмотря на то, что Пештский завод производил до полумиллиона спичек в день, он проигрывал по конкуренции Иштвану Ромеру, который стремился избавиться от конкурентов.
В 1848 году Ирини поддержал организаторов Венгерского восстания в лице Лайоша Кошута, начав производство пороха и снарядов для пушек восставшим. Его брат Йожеф Ирини был видным участником революции. После подавления восстания Янош был арестован и брошен в тюрьму. В 1850 году он был амнистирован, занялся сельским хозяйством, затем работал бухгалтером и директором паровой мельницы. До конца своих дней защищал права венгерского населения империи.
Янош Ирини скончался 17 декабря 1895 в Вертеше.